# ブラバント人民宣言
ブラバント人民宣言（ブラバントじんみんせんげん、フランス語: Manifeste du peuple brabançon、オランダ語: Manifest van het Brabantse Volk）はブラバント革命初期の1789年10月24日にホーフストラーテンで公表された宣言で、ブラバント公国のオーストリアによる占領の終結を宣告した。

## 背景
1789年10月、スタティステンを率いたヘンドリック・ファン・デア・ノートとジャン＝アンドレ・ファン・デア・メーアシュ将軍が追放先のネーデルラント連邦共和国から少勢の愛国派を率いて当時オーストリア領のブラバント公国に侵攻した。この軍勢が初めて占領した都市はホーフストラーテンであり、ファン・デア・ノートはそこで自軍に対し宣言を発表した。

## 宣言
宣言は1789年10月24日にホーフストラーテンで読み上げられたが、前日にはブレダ委員会により公表されていた。
ブラバント公は歓喜の入市の条項によりブラバント市民の特権を尊重しなければならず、革命を引き起こした要因はこの条項が破られたことによる。つまり、宣言はブラバント公であるヨーゼフ2世が廃位されるべきと主張したのだった。
宣言の結果、1790年1月にはベルギー合衆国が建国された。